# Aeroporto Internazionale Generale Mitchell
L'Aeroporto Internazionale Generale Mitchell è un aeroporto ad uso sia militare che civile situato a 8 km a sud del centro di Milwaukee nello Stato del Wisconsin, negli Stati Uniti d'America.
Prende il nome dal generale Billy Mitchell.
L'aeroporto è hub per le compagnie aeree:
- AirTran Airways
- Frontier Airlines
- Freight Runners Express